# 须鲀
须鲀（学名：Psilocephalus barbatus）为须鲀科须鲀属的鱼类，俗名剥皮鱼。分布于印度、邓来半岛、印度尼西亚的邦加岛、西里伯岛、菲律宾的八打雁以及东山岛到海南岛昌化县各近海内等。